# Oxsjön (Örby socken, Västergötland)
Oxsjön är en sjö i Marks kommun i Västergötland och ingår i Viskans huvudavrinningsområde.